# Бащи и синове
„Бащи и синове“ е български 5-сериен телевизионен игрален филм (драма, семейна сага) от 1989 година на режисьора Неделчо Чернев, по сценарий на Лиляна Михайлова. Оператор е Емил Вагенщайн. Музиката във филма е композирана от Петър Ступел.
Той е четвъртата част от поредицата „Дом за нашите деца“.

## Сюжет
Няма покой в една голяма фамилия. Поколенията са различни, целите – други, животът се променя и нищо не може да ги свърже дори в нов дом за всички....
Ежедневието и промените – желани, неочаквани и съдбовни – в живота на всеки от семейство Алданови. В малък град близо до София... .

## Серии
- 1. серия – „Очевидецът“ – 65 минути
- 2. серия – „Мълчанието“ – 60 минути
- 3. серия – „Ревизия“ – 58 минути
- 4. серия – „Виновният“ – 55 минути
- 5. серия – „Празник“ – 56 минути [2].

## Актьорски състав
| В ролите                                                                                     | Изпълнител                     |
| -------------------------------------------------------------------------------------------- | ------------------------------ |
| Христо Алданов (в 5 серии: от I до V вкл.)                                                   | Коста Цонев                    |
| Невена Алданова (в 5 серии: от I до V вкл.)                                                  | Емилия Радева                  |
| д-р Ана Апостолова, дъщеря на Христо и Невена (в 5 серии: от I до V вкл.)                    | Мария Каварджикова             |
| Александър Алданов, син на Христо и Невена (в 4 серии: от I до IV вкл.)                      | Георги Новаков                 |
| журналистката Мария Алданова (в 5 серии: от I до V вкл.)                                     | Елжана Попова                  |
| операторът Симеон Симеонов (в 4 серии: I, II, IV, V)                                         | Атанас Атанасов                |
| майката на Симеон Симеонов (в 2 серии: IV, V)                                                | Антония Чолчева                |
| Борис Апостолов, съпруг на Ана (в 5 серии: от I до V вкл.)                                   | Валентин Гаджоков              |
| майката на Борис Апостолов, живуща при Алданови (в 3 серии: III, IV, V)                      | Кунка Баева                    |
| Вероника, съпруга на Ванчелов, сестра на Христо Алданов (в 5 серии: от I до V вкл.)          | Невена Коканова                |
| Емо, син на Борис и Ана (в 5 серии: от I до V вкл.)                                          | Калоян Роев                    |
| (в 2 серии: IV, V)                                                                           | Георги Роев                    |
| инженер Константин Ванчелов (в 4 серии: I, II, III, V)                                       | Георги Калоянчев               |
| архитект Иван Цолов (в 5 серии: от I до V вкл.)                                              | Стефан Данаилов                |
| инженер Петър Куманов (в 5 серии: от I до V вкл.)                                            | Иван Янчев                     |
| Соня Куманова, майката на Светозар (в 3 серии: III, IV, V)                                   | Жана Стоянович                 |
| Светозар, синът на Куманови (в 3 серии: I, II, III)                                          | Виктор Чучков                  |
| Антония, съпруга и бивша съученичка на Светозар (в 4 серии: от I до IV вкл.)                 | Наталия Дончева                |
| (в 1 серия: IV)                                                                              | Мария Карел                    |
| (в 2 серии: II, V)                                                                           | Димитър Кузев                  |
| (в 1 серия: V)                                                                               | Сия Шиварова                   |
| (в 1 серия: V)                                                                               | Георги Жеков                   |
| (в 1 серия: II)                                                                              | Милчо Червенков                |
| (в 2 серии: II, V)                                                                           | Димитър Милев                  |
| Атанас Гюлев, заместник главен редактор (в 4 серии: I, II, IV, V)                            | Мариус Донкин                  |
| нумизматът Златев, началник на цех за пластмасови изделия към ТПК (в 4 серии: I, II, III, V) | Георги Русев                   |
| Панайот Върганов, служител във външно министерство (в 4 серии: I, II, III, V)                | Петър Гюров                    |
| младият Върганов, синът на Панайот Върганов (в 5 серии: от I до V вкл.)                      | Атанас Димитров                |
| следовател (в 3 серии: I, II, V)                                                             | Иван Несторов                  |
| (в 3 серии: II, III, IV)                                                                     | Ина Попова                     |
| Венчето, дъщерята на Александър Алданов (в 5 серии: от I до V вкл.)                          | Ива Домусчиева                 |
| хазяинът от добруджанското село (в 3 серии: II, IV, V)                                       | Петър Слабаков                 |
| майката на Стефка (в 2 серии: I, III)                                                        | Лора Кремен                    |
| д-р Филипов (в 3 серии: II, IV, V)                                                           | Иван Джамбазов                 |
| инженер Савчев (в 1 серия: IV)                                                               | Светозар Неделчев              |
| Ичко, големият син на Александър Алданов (в 4 серии: I, II, III, V)                          | Мина Новакова                  |
| (в 1 серия: II)                                                                              | Елица Анева                    |
| (в 2 серии: II, V)                                                                           | Михаела Стойкова               |
| (в 2 серии: II, IV)                                                                          | Цветан Ватев                   |
| (в 2 серии: II, IV)                                                                          | Милен Миланов                  |
| (в 1 серия: II)                                                                              | Гинка Спасова                  |
| Докторът от медицинска академия                                                              | Никола Пашов                   |
| (в 1 серия: II)                                                                              | Красимира Апостолова           |
| Бившата учителка на Цолов (в 1 серия: V)                                                     | Елена Стефанова                |
| Нада, добруджанска гостенка на сватбата (в 1 серия: V)                                       | Грациела Бъчварова             |
| съученик на Невена Алданова (в 1 серия: III)                                                 | Константин Коцев               |
| (в 2 серии: III, IV)                                                                         | Милка Попантонова              |
| Съпруг на Магда Маркова, добруджански гост на сватбата (в 1 серия: V)                        | Антон Карастоянов              |
| Магда Маркова (в 1 серия: V)                                                                 | Ана Петрова (като Ани Петрова) |
|                                                                                              | Златина Дончева                |
| (в 1 серия: I)                                                                               | Георги Фратев                  |
| (в 1 серия: I)                                                                               | Александър Благоев             |
| (в 1 серия: III)                                                                             | Мария Хачикова                 |
| (в 1 серия: III)                                                                             | Марко Мангачев                 |
| (в 1 серия: III)                                                                             | Веселин Мезеклиев              |
| (в 2 серии: I, III)                                                                          | Калоян Цанов                   |
| (в 1 серия: I)                                                                               | Калина Нонева                  |
| (в 1 серия: I)                                                                               | Христо Иванов                  |
| (в 1 серия: IV)                                                                              | Анна Гунчева                   |
| (в 1 серия: IV)                                                                              | Михаил Гецов                   |
| (в 1 серия: IV)                                                                              | Ана Георгиева                  |
| (в 1 серия: IV)                                                                              | Анжела Василева                |
| (в 1 серия: IV)                                                                              | Гани Стайков                   |
| (в 1 серия: IV)                                                                              | Сава Георгиев                  |
| (в 1 серия: IV)                                                                              | Методи Атанасов                |
| (в 1 серия: IV)                                                                              | Николай Кипчев                 |
| (в 1 серия: IV)                                                                              | Огнян Желязков                 |

## Други
Действието на филма се развива в Перник и в София.